# Artacama crassa
Artacama crassa är en ringmaskart som beskrevs av Hartman 1967. Artacama crassa ingår i släktet Artacama och familjen Terebellidae. Inga underarter finns listade i Catalogue of Life.